# NGC 7789
NGC 7789 är en stor, vidöppen stjärnhop som ligger 4 grader sydost om Caph, mellan den gula halvregelbundna variabeln 7 Rho Cassiopeiae och det omfattande, vita multipelsystemet 8 Sigma Cassiopeiae. Sett från jorden är hopens storlek som månen, varför man bäst tittar på den med kikare eller vidvinkelokular.